# Universidad de Shenzhen
La Universidad de Shenzhen (Chino tradicional: 深圳大學, Chino simplificado: 深圳大学) es la principal universidad pública de la ciudad de Shenzhen, en la provincia de Guangdong, China. Fundada en 1983, está ubicada en el distrito de Nanshan y cuenta con dos campus, el campus de Yuehai y el campus de Lihu.

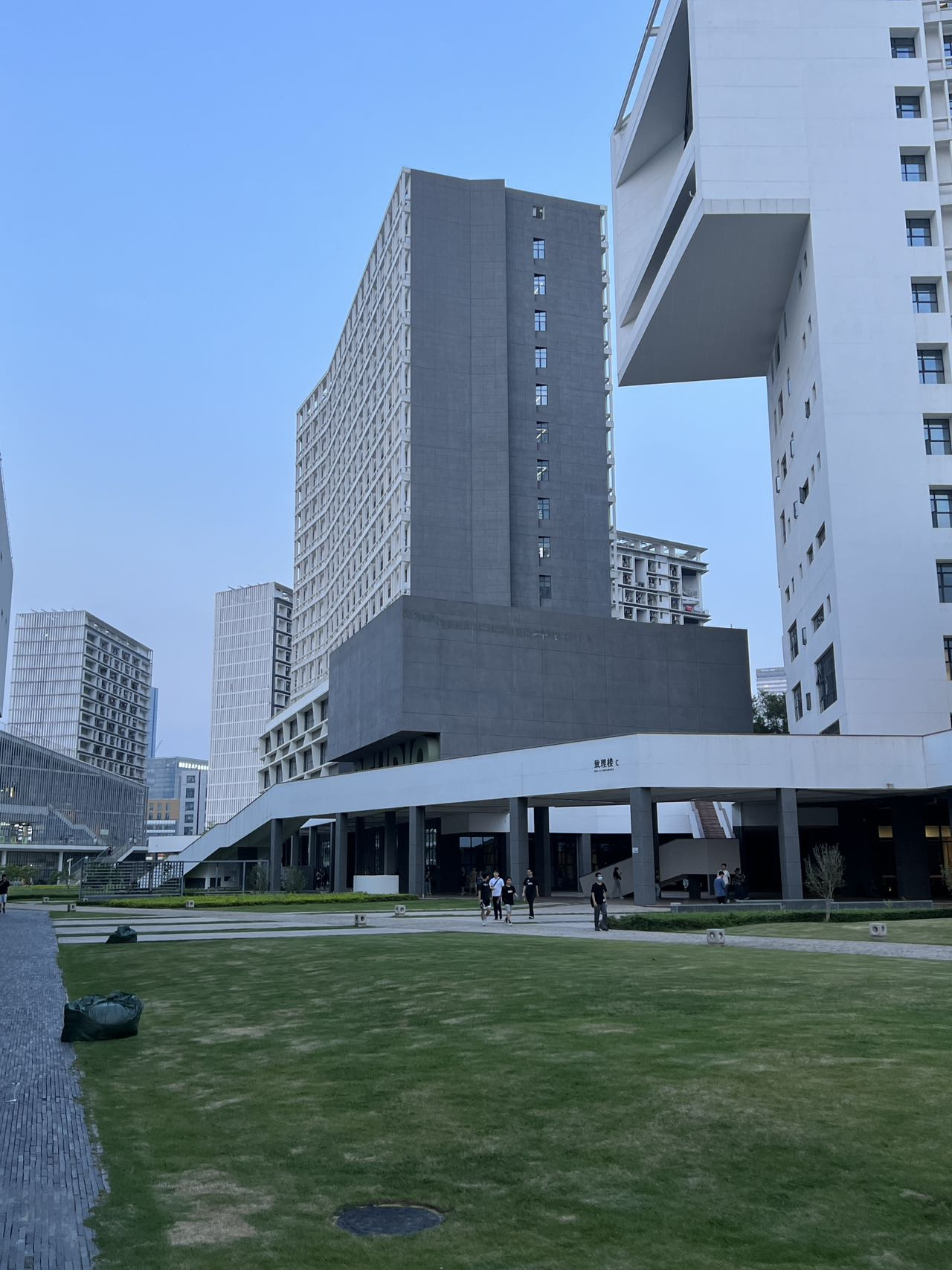
Zona Sur
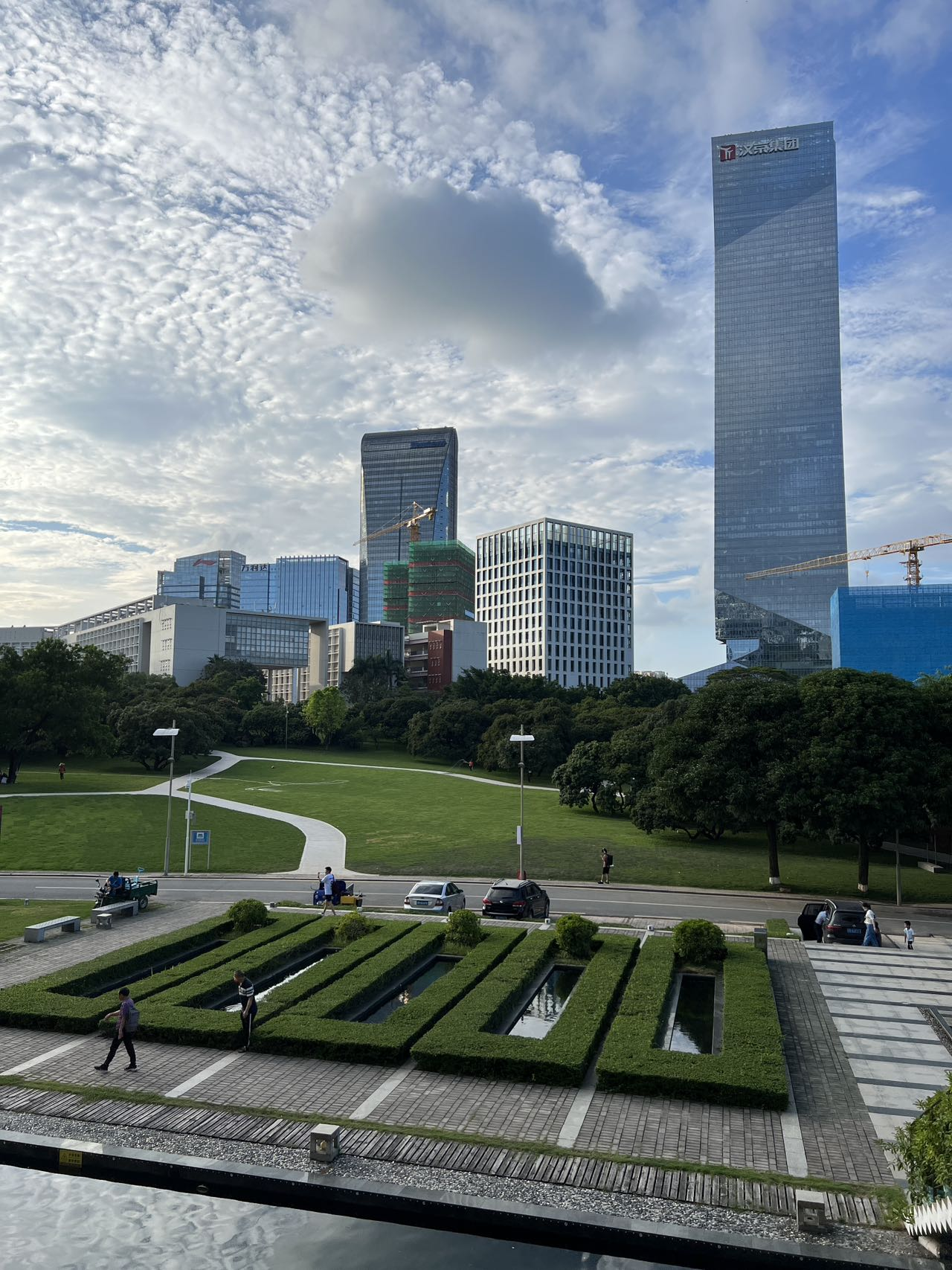
Edificio de Letras
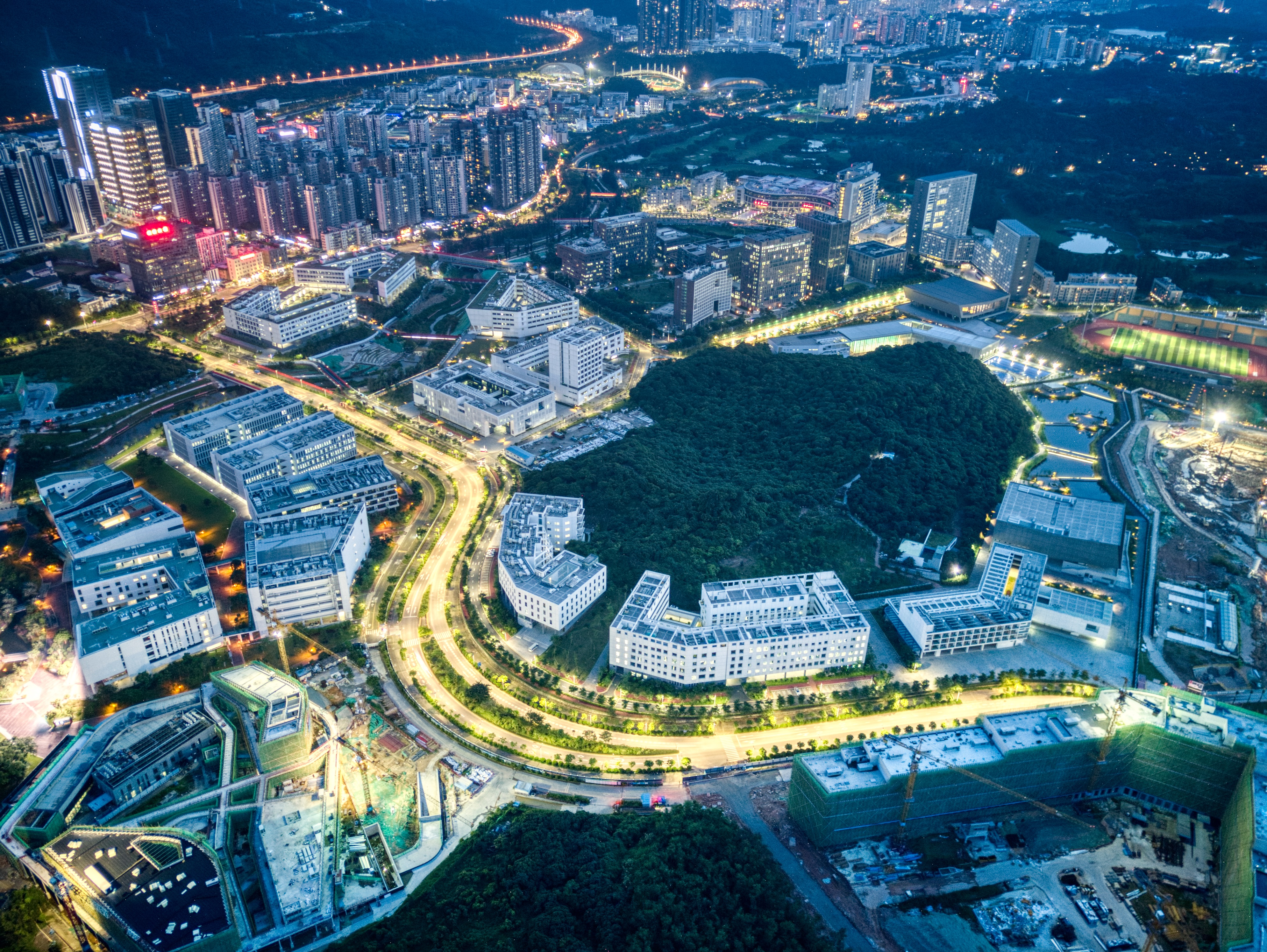
Vista Nocturna
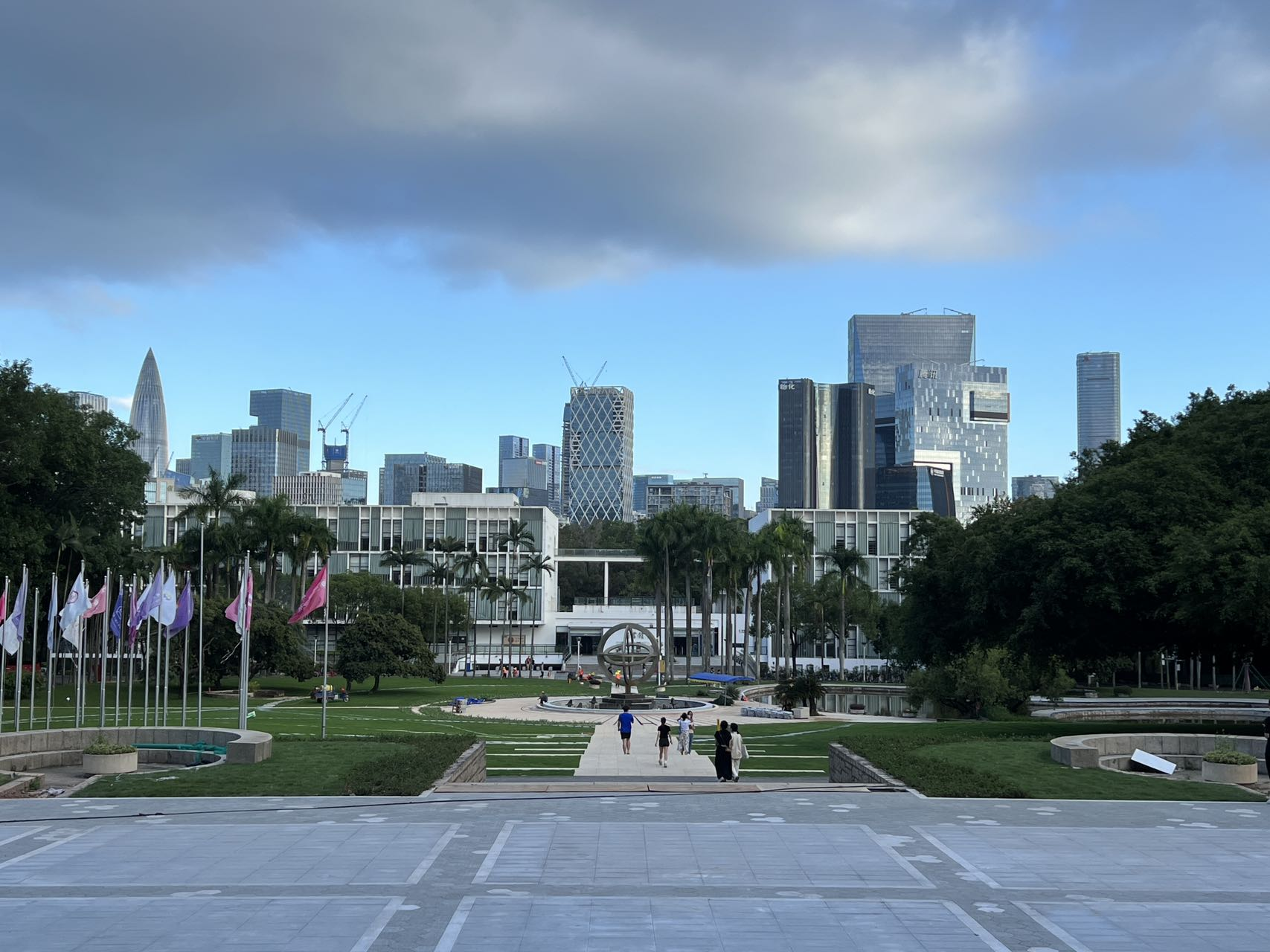
Biblioteca Sur

## Alumnos destacados
- Ma Huateng, empresario chino, fundador de Tencent.